# Aeroportul Regional Ainsworth
Aeroportul Regional Ainsworth (IATA: ANW, ICAO: KANW, FAA LID: ANW) este un aeroport din Comitatul Brown, Nebraska, Nebraska, Statele Unite ale Americii ce deservește zona Ainsworth⁠(d). A fost numit după zona deservită.
Situat la o altitudine de 789 m, aeroportul dispune de 2 piste.

## Infrastructură

### Piste
Aeroportul dispune de 2 piste. Pista 13/31 are suprafața de asfalt și dimensiunile 5.501 picioare × 75 picioare. Pista 17/35 are suprafața de asfalt și dimensiunile 6.824 picioare × 110 picioare. 